# Делі-пайаудвар (станція метро)
 «Делі-пайаудвар» (угор. Déli pályaudvar — Південний вокзал) — станція Будапештського метрополітену. Кінцева станція лінії M2 (червоної).
Вихід зі станції здійснюється в будівлю вокзалу Делі (Південного вокзалу) і на вулицю Алкоташ (угор. Alkotás utca).
«Делі-паїаудвар» — одна з восьми (на 2014) станцій Будапештського метрополітену, розташована у Буді; інші 44 станції знаходяться в Пешті.
Відкрита 22 грудня 1972 у складі дільниці «Деак Ференц тер» — «Делі пайаудвар».
«Делі-паїаудвар» — пілонна станція з однією острівною платформою, глибина закладення — 25,3 метри. На станції єдиний вихід, обладнаний ескалатором.